# Norvège au Concours Eurovision de la chanson 2010
La Norvège a participé au Concours Eurovision de la chanson 2010 pour défendre son titre après avoir gagné le concours en 2009 grâce à Alexander Rybak et la chanson Fairytale.
La Norsk rikskringkasting (NRK) a utilisé le concours du Melodi Grand Prix pour sélectionner l'artiste ou le groupe qui représentera la Norvège au Concours Eurovision de la chanson 2010.

## La Norvège, hôte du55eConcours Eurovision de la chanson
Après avoir gagné le Concours Eurovision de la chanson en 2009, la Norvège va accueillir le Concours Eurovision de la chanson en 2010 à Bærum qui se trouve à d'Oslo. La Norsk rikskringkasting (NRK) a annoncé que le budget du concours sera de 150 millions de kroner (17,4 millions d'euros), ce qui est moins que le budget du concours précédent qui se déroulait à Moscou en Russie.

## Melodi Grand Prix 2010
La NRK a annoncé les règles du concours du Melodi Grand Prix le 6 juillet 2009. Tout comme l'année précédente, le concours est ouvert exclusivement aux Norvégiens. La date limite d'envoi de chanson fut fixé pour le 1er septembre 2009.
Les présentateurs du Melodi Grand Prix 2010 ont été dévoilés par la Norsk rikskringkasting le 13 novembre 2009. Et pour la troisième fois, c'est Per Sundnes qui aura pour mission de présenter le concours cette année. Il sera rejoint par la présentatrice radio et télévision Marte Stokstad. 

### Règles
Depuis 2006, le concours du Melodi Grand Prix est constitué de cinq "shows" en live (direct). Comme en 2009, dans chaque demi-finale, il y a sept artistes ou groupe qui participent dans chaque demi-finale. Les deux premiers de chaque demi-finale pourront participer à la finale du concours et les artistes placé en troisième et quatrième place pourront participer au Sieste Sjansen (Seconde Chance) et lors de cette épreuve, les deux artistes/groupes qui finiront dans les deux premiers, accéderont à la finale du concours.

### Sélection
Le 8 septembre 2009, la NRK a révélé que la chaîne a reçu plus de 1000 chansons, ce qui est deux fois plus qu'en 2009.
La chaîne hôte du concours a confirmé que la première demi-finale sera diffusée le 8 janvier 2010 et se déroulera à Ørland. La seconde demi-finale sera diffusée le 16 janvier 2010 et se déroulera à Bodø. La troisième demi-finale se déroulera à Skien le 23 janvier 2010. Et enfin, l'épreuve du Sieste Sjansen aura lieu le 30 janvier 2010 à Sarpsborg et enfin, la finale du concours se déroulera à Oslo le 6 février 2010 au Oslo Spektrum qui a accueilli le Concours Eurovision de la chanson en 1996.

### Calendrier
| Date       | Ville     | Lieu                   | Demi-finale                     |
| ---------- | --------- | ---------------------- | ------------------------------- |
| 8 janvier  | Ørland    | Ørland hovedflystasjon | Demi-finale 1                   |
| 16 janvier | Bodø      | Bodø Spektrum          | Demi-finale 2                   |
| 23 janvier | Skien     | Skien Fritidspark      | Demi-finale 3                   |
| 30 janvier | Sarpsborg | Sparta Amfi            | Sieste Sjansen (Seconde Chance) |
| 6 février  | Oslo      | Oslo Spektrum          | Finale                          |

## Demi-finale

### Demi-finale 1
La première demi-finale s'est déroulée à Ørland dans le Ørland hovedflystasjon le 8 janvier 2010. La chaîne hôte NRK a annoncé le nom des sept artistes et groupes participant à cette demi-finale le 4 décembre dernier.
Le jeune chanteur Gaute Ormåsen a ouvert le bal de cette demi-finale avec sa chanson Synk eller svøm (Coule ou Nage) chantée en norvégien. Et le groupe de métal/rock Keep of Kalessin a conclu cette première demi-finale avec leur chanson The Dragontower (La Tour du Dragon) chantée en anglais.
Lors de cette demi-finale, on pouvait y trouver la chanteuse Maria Haukaas Storeng qui a déjà participé au concours en 2008 où elle avait par ailleurs gagné le concours avec sa chanson Hold On Be Strong (Tiens bon, soit fort(e)). Et de ce fait représenter la Norvège au Concours Eurovision de la chanson en 2008 où elle a fini à une excellente cinquième place.
| # | Artiste               | Chanson           | Parolier (p) / Compositeur (c)                                                            | Resultats                      |
| - | --------------------- | ----------------- | ----------------------------------------------------------------------------------------- | ------------------------------ |
| 1 | Gaute Ormåsen         | "Synk eller svøm" | Gaute Ormåsen (c & p), Laila Samuelsen (c & p), Kim Bergseth (c & p)                      | Siste Sjansen (Seconde Chance) |
| 2 | Lene Alexandra        | "Prima Donna"     | Jarl Aanestad (c & p), Simon Walker (p), Lene Alexandra (c & p)                           | Éliminé                        |
| 3 | Johnny Hide           | "Rewind Love"     | Julian Berntzen (c & p)                                                                   | Wildcard                       |
| 4 | Bjørn Johan Muri      | "Yes Man"         | Simone Larsen (c & p), Simen Eriksrud (c & p), Bjørn Johan Muri (c & p)                   | Siste Sjansen (Seconde Chance) |
| 5 | Elisabeth Carew       | "Rocketfuel"      | Elisabeth Carew (c & p), Thomas Eriksen (c & p)                                           | Éliminé                        |
| 6 | Maria Haukaas Storeng | "Make My Day"     | Merethe La Verdi (c & p), Mats Lie Skåre (c)                                              | Finale                         |
| 7 | Keep of Kalessin      | "The Dragontower" | Arnt "Obsidian" Grønbech (c & p), Torbjørn Schei (p), Vegar Larsen (p), Robin Isaksen (p) | Finale                         |

### Demi-finale 2
La seconde demi-finale s'est déroulée à Bodø dans le Bodø Spektrum le 16 janvier 2010. La chaîne NRK a annoncé la liste des participants de cette seconde demi-finale le 11 décembre dernier.
Cette demi-finale fut ouverte par la chanteuse Venke Knutson avec sa chanson Jealous 'Cause I Love You (Je suis jaloux(se) parce que je t'aime) chantée en anglais. Et cette demi-finale fut conclue par le chanteur Alexander Stenerud avec sa chanson Give It To Me (Donne-le moi) qui est chantée aussi en anglais.
Lors de cette demi-finale, il y avait la chanteuse Hanne Haugsand qui a déjà participé au concours en 2000 comme membre du groupe Charmed. Et de ce fait, elle a représenté la Norvège au Concours Eurovision de la chanson en 2000.
À noter que 1 154 000 personnes ont vu cette demi-finale soit 65 % de part d'audience, ce qui en fait la demi-finale la plus regardée de toute l'histoire du Melodi Grand Prix.
| # | Artiste            | Chanson                     | Parolier (p) / Compositeur (c)                                         | Resultats                      |
| - | ------------------ | --------------------------- | ---------------------------------------------------------------------- | ------------------------------ |
| 1 | Venke Knutson      | "Jealous 'Cause I Love You" | Laila Samuelsen (c & p), Alexander Kronlund (c & p), Lucas Hilbert (c) | Siste Sjansen (Seconde Chance) |
| 2 | Skanksters         | "Life Is Here Today"        | Arne Hovda (c & p)                                                     | Wildcard                       |
| 3 | Tomine Harket      | "Be Good To Me"             | Tommy La Verdi (c & p), Peter Ställmark (c & p)                        | Éliminé                        |
| 4 | Hanne Haugsand     | "Don't Stop"                | Mariann Thomassen (c & p), Lars Erik Westby (c)                        | Éliminé                        |
| 5 | Maria Arredondo    | "The Touch"                 | Rolf Løvland (c & p)                                                   | Finale                         |
| 6 | Heine Totland      | "The Best Of Me Is You"     | Heine Totland (c & p), Hans Petter Aaserud (c & p), Arne Hovda (c & p) | Siste Sjansen (Seconde Chance) |
| 7 | Alexander Stenerud | "Give It To Me"             | Alexander Stenerud (c & p)                                             | Finale                         |

### Demi-finale 3
Le 23 janvier 2010, se déroulait la troisième demi-finale à Skien dans le Skien Fritidspark.
Les artistes participants de cette demi-finale furent annoncés le 17 décembre 2009 par la chaîne hôte NRK.
La chanteuse Mira Craig a démarré la demi-finale avec sa chanson I'll Take You High (Je vais t'emmener loin) qui est chantée en anglais et enfin le fameux groupe anglo-norvégien A1 avec leur chanson Don't Wanna Lose You Again (Je ne veux pas te perdre une nouvelle fois).
À noter que Didrik Solli-Tangen, le vainqueur du concours, a participé à cette demi-finale avec sa chanson My Heart Is Yours (Mon cœur est la tienne).
| # | Artiste                    | Chanson                      | Parolier (p) / Compositeur (c)                                                              | Resultats                      |
| - | -------------------------- | ---------------------------- | ------------------------------------------------------------------------------------------- | ------------------------------ |
| 1 | Mira Craig                 | "I'll Take You High"         | Mira Craig (c & p)                                                                          | Siste Sjansen (Seconde Chance) |
| 2 | Fred Endresen              | "Barracks On The Hill"       | Fred Endresen (c), Olaf Øwre (p)                                                            | Éliminé                        |
| 3 | Belinda Braza              | "Million Dollar Baby"        | Robin Nordahl (c & p), Frode Andersen (c & p), Gerard James Borg (c & p)                    | Éliminé                        |
| 4 | Didrik Solli-Tangen        | "My Heart Is Yours"          | Hanne Sørvaag (c & p), Fredrik Kempe (c & p)                                                | Finale                         |
| 5 | The Diamond                | "European Girl"              | Matias Tellez (c & p), Håkon Njøten (c & p), Axel Vindenes (c & p)                          | Éliminé                        |
| 6 | Karoline Garfjell Rundberg | "Tokyo Night"                | Aggie Frost Peterson (c & p)                                                                | Siste Sjansen (Seconde Chance) |
| 7 | A1                         | "Don't Wanna Lose You Again" | Ben Adams (c & p), Mark Read (c & p), Christian Ingebrigtsen (c & p), David Eriksen (c & p) | Finale                         |

### Siste sjansen
La manche du Sieste Sjansen s'est déroulée le 30 janvier à Sarpsborg dans le Sparta Amfi.
LOrs de cette manche, huit artistes et groupes ont concouru pour deux places pour la finale car les deux premiers de cette manche parviendront à se qualifier pour la finale. Les participants de ce concours sont ceux qui ont fini aux troisièmes et quatrièmes places de chaque demi-finale.
|  | Manche 1                                   | Manche 1                                   |                                   |           | Manche 2 | Manche 2 |  |  | Qualifiés |  |
|  |                                            |                                            |                                   |           |          |          |  |  |           |  |
|  |                                            |                                            |                                   |           |          |          |  |  |           |  |
|  |                                            |                                            |                                   |           |          |          |  |  |           |  |
|  | Skanksters - "Life Is Here Today"          | Éliminé                                    |                                   |           |          |          |  |  |           |  |
|  | Skanksters - "Life Is Here Today"          | Éliminé                                    |                                   |           |          |          |  |  |           |  |
|  | Bjørn Johan Muri - "Yes Man"               | Vainqueur                                  |                                   |           |          |          |  |  |           |  |
|  | Bjørn Johan Muri - "Yes Man"               | Vainqueur                                  | Bjørn Johan Muri - "Yes Man"      | Vainqueur |          |          |  |  |           |  |
|  |                                            |                                            | Bjørn Johan Muri - "Yes Man"      | Vainqueur |          |          |  |  |           |  |
|  |                                            | Gaute Ormåsen - "Synk eller svøm"          | Éliminé                           |           |          |          |  |  |           |  |
|  | Gaute Ormåsen - "Synk eller svøm"          | Gaute Ormåsen - "Synk eller svøm"          | Éliminé                           | Vainqueur |          |          |  |  |           |  |
|  | Gaute Ormåsen - "Synk eller svøm"          |                                            |                                   | Vainqueur |          |          |  |  |           |  |
|  | Heine Totland - "The Best Of Me Is You"    | Éliminé                                    |                                   |           |          |          |  |  |           |  |
|  | Heine Totland - "The Best Of Me Is You"    | Éliminé                                    | Bjørn Johan Muri - "Yes Man"      |           |          |          |  |  |           |  |
|  |                                            |                                            |                                   |           |          |          |  |  |           |  |
|  |                                            | Venke Knutson - "Jealous Cause I Love You" |                                   |           |          |          |  |  |           |  |
|  | Johnny Hide - "Rewind Love"                | Éliminé                                    |                                   |           |          |          |  |  |           |  |
|  | Johnny Hide - "Rewind Love"                | Éliminé                                    |                                   |           |          |          |  |  |           |  |
|  | Mira Craig - "I'll Take You High"          | Vainqueur                                  |                                   |           |          |          |  |  |           |  |
|  | Mira Craig - "I'll Take You High"          | Vainqueur                                  | Mira Craig - "I'll Take You High" | Éliminé   |          |          |  |  |           |  |
|  |                                            |                                            | Mira Craig - "I'll Take You High" | Éliminé   |          |          |  |  |           |  |
|  |                                            | Venke Knutson - "Jealous Cause I Love You" | Vainqueur                         |           |          |          |  |  |           |  |
|  | Karoline Garfjell Rundberg - "Tokyo Night" | Venke Knutson - "Jealous Cause I Love You" | Vainqueur                         | Éliminé   |          |          |  |  |           |  |
|  | Karoline Garfjell Rundberg - "Tokyo Night" |                                            |                                   | Éliminé   |          |          |  |  |           |  |
|  | Venke Knutson - "Jealous Cause I Love You" | Vainqueur                                  |                                   |           |          |          |  |  |           |  |
|  | Venke Knutson - "Jealous Cause I Love You" | Vainqueur                                  |                                   |           |          |          |  |  |           |  |

## Finale
La finale s'est déroulée à Oslo dans le Oslo Spektrum (elle a accueilli le Concours Eurovision de la chanson en 1996), le 6 février. Les 6 qualifiés des demi-finales et les deux qualifiés via l'épreuve de rattrapage Siste Sjansen ont participé à cette finale qui a déterminé l'artiste qui allait représenté la Norvège au Concours Eurovision de la chanson 2010.
Lors de la finale, les huit chansons ont été réduites à quatre lors des télévotes. Les quatre artistes ayant pu se qualifier dans la Gullfinale étaient A1, Bjørn Johan Muri, Didrik Solli-Tangen et Keep of Kalessin. 
Lors de la Gullfinale, les artistes ont une nouvelle fois interprétés leurs chansons. Puis l'heure des votes est arrivé, grâce aux votes des jurys et des téléspectateurs de différentes régions, c'est Didrik Solli-Tangen qui s'est finalement imposé avec sa chanson "My Heart Is Yours.

### 1ertour
| # | Artiste               | Chanson                      | Parolier (p) / Compositeur (c)                                                              | Resultat    |
| - | --------------------- | ---------------------------- | ------------------------------------------------------------------------------------------- | ----------- |
| 1 | A1                    | "Don't Wanna Lose You Again" | Ben Adams (c & p), Mark Read (c & p), Christian Ingebrigtsen (c & p), David Eriksen (c & p) | Gullifinale |
| 2 | Maria Haukaas Storeng | "Make My Day"                | Merethe La Verdi (c & p), Mats Lie Skåre (c)                                                | Éliminé     |
| 3 | Venke Knutson         | "Jealous 'Cause I Love You"  | Laila Samuelsen (c & p), Alexander Kronlund (c & p), Lucas Hilbert (c)                      | Éliminé     |
| 4 | Bjørn Johan Muri      | "Yes Man"                    | Simone Larsen (c & p), Simen Eriksrud (c & p), Bjørn Johan Muri (c & p)                     | Gullifinale |
| 5 | Maria Arredondo       | "The Touch"                  | Rolf Løvland (c & p)                                                                        | Éliminé     |
| 6 | Alexander Stenerud    | "Give It To Me"              | Alexander Stenerud (c & p)                                                                  | Éliminé     |
| 7 | Didrik Solli-Tangen   | "My Heart Is Yours"          | Hanne Sørvaag (c & p), Fredrik Kempe (c & p)                                                | Gullifinale |
| 8 | Keep of Kalessin      | "The Dragontower"            | Arnt "Obsidian" Grønbech (c & p), Torbjørn Schei (p), Vegar Larsen (p), Robin Isaksen (p)   | Gullifinale |

### Gullfinale
| Artiste             | Chanson                      | Parolier (p) / Compositeur (c)                                                              | Jury   | Télévotes | Total   | Place |
| ------------------- | ---------------------------- | ------------------------------------------------------------------------------------------- | ------ | --------- | ------- | ----- |
| Bjørn Johan Muri    | "Yes Man"                    | Simone Larsen (c & p), Simen Eriksrud (c & p), Bjørn Johan Muri (c & p)                     | 16,000 | 153,174   | 169,174 | 4e    |
| Didrik Solli-Tangen | "My Heart Is Yours"          | Hanne Sørvaag (c & p), Fredrik Kempe (c & p)                                                | 26,000 | 440,675   | 466,675 | 1er   |
| Keep of Kalessin    | "The Dragontower"            | Arnt "Obsidian" Grønbech (c & p), Torbjørn Schei (p), Vegar Larsen (p), Robin Isaksen (p)   | 24,000 | 217,164   | 241,164 | 3e    |
| A1                  | "Don't Wanna Lose You Again" | Ben Adams (c & p), Mark Read (c & p), Christian Ingebrigtsen (c & p), David Eriksen (c & p) | 14,000 | 264,882   | 278,882 | 2e    |

### Télévotes
| Chanson                      | Jury   | Jury  | Jury  | Jury      | Jury   | Télévotes (Régions) | Télévotes (Régions) | Télévotes (Régions) | Télévotes (Régions) | Télévotes (Régions) | Télévotes (Régions) |
| Chanson                      | Ørland | Bodø  | Skien | Sarpsborg | Total  | Nord- Norge         | Vestlandet          | Midt- Norge         | Sørlandet           | Østlandet           | Total               |
| ---------------------------- | ------ | ----- | ----- | --------- | ------ | ------------------- | ------------------- | ------------------- | ------------------- | ------------------- | ------------------- |
| "Yes Man"                    | 6,000  | 4,000 | 4,000 | 2,000     | 16,000 | 3,139               | 10,871              | 32,488              | 30,840              | 75,836              | 153,174             |
| "My Heart Is Yours"          | 4,000  | 8,000 | 8,000 | 6,000     | 26,000 | 10,027              | 31,567              | 67,056              | 113,998             | 218,027             | 440,675             |
| "The Dragontower"            | 8,000  | 6,000 | 2,000 | 8,000     | 24,000 | 4,855               | 15,492              | 41,257              | 46,457              | 109,103             | 217,164             |
| "Don't Wanna Lose You Again" | 2,000  | 2,000 | 6,000 | 4,000     | 14,000 | 6,949               | 20,576              | 45,937              | 57,059              | 134,361             | 264,882             |